# Acid2
Acid2 es una página de prueba publicada y promovida por el Web Standards Project para detectar fallos de renderización de en motores de renderizado usados por aplicaciones que rendericen páginas web, como los navegadores web y otras. Fue desarrollada en el espíritu de Acid1, una prueba relativamente estrecho de conformidad con el estándar Cascading Style Sheets 1.0 (CSS1), y fue lanzada el 13 de abril de 2005. Como con Acid1, una aplicación supera la prueba si el objeto en que se muestra la página de prueba coincide con una imagen de referencia.
Acid2 prueba aspectos de marcas HTML, estilo CSS, imágenes PNG, y data URIs. La página de prueba de Acid2 se muestra correctamente en cualquier aplicación que cumple con las especificaciones del World Wide Web Consortium y Internet Engineering Task Force que pertenecen a estas tecnologías. Se llaman estas especificaciones estándares web porque describen cómo las tecnologías usadas en la web se espere a funcionar.
Si el navegador cumple correctamente los estándares HTML y CSS 2.0, entonces se debe poder ver una cara sonriente. A pesar de lo simple del dibujo, cada línea está codificada de forma tal que dependa de la exacta implementación de varias exigencias que imponen los estándares.
Aunque en la época del lanzamiento de Acid2 ningún navegador pasaba la prueba, Acid2 fue diseñada con Microsoft Internet Explorer particularmente en mente. Los creadores de Acid2 lamentaban que Internet Explorer no cumplían con los estándares web y a causa de esto Internet Explorer mostraba las páginas web de forma diferente a otros navegadores. Cuando se encuentran tales discrepancias entre navegadores los desarrolladores web gastan tiempo en ajustar sus páginas web para que las páginas se muestren correctamente en navegadores diferentes. Acid2 representaba un desafío a Microsoft de poner Internet Explorer en línea con otros navegadores, haciendo más fácil diseñar páginas web que funcionen correctamente en cualquier navegador web.
El 31 de octubre de 2005, Safari fue el primer navegador que supera Acid2. Opera, Konqueror, Firefox, y otros siguieron. Con el lanzamiento de Internet Explorer 8 en 19 de marzo de 2009, las versiones más recientes de todos los navegadores web mayores ahora superan la prueba. Acid 2 fue sucedido por Acid3.

## Historia

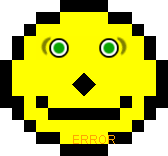
La cara sonriente de la primera versión de Acid2. Nótese que debido a problemas en esta versión de la prueba, la boca está demasiado cerca de la nariz y el texto «ERROR» aparece aún en un navegador compatible con estándares.

Acid2 fue propuesto primeramente por Håkon Wium Lie, CTO de la compañía Opera Software y creador del ampliamente utilizado estándar web de hojas de estilo en cascada. En un artículo de 16 de marzo de 2005, Lie expresó su consternación porque Microsoft Internet Explorer no soportaba correctamente los estándares web y por lo tanto no era completamente interoperable con otros navegadores. Anunció que Acid2 sería un desafío para que Microsoft consiguiera con Internet Explorer 7, entonces en desarrollo, lograr un grado más alto de conformidad con los estándares que las versiones anteriores de Internet Explorer. La prueba original Acid1 obligó a que los desarrolladores de navegadores arreglaran sus aplicaciones o hicieran frente a la vergüenza; Lie esperó que Acid2 hiciera lo mismo.
Lie y un colega, Ian Hickson, crearon el primer borrador de la prueba en febrero de 2005. Ian Hickson escribió la versión final de la prueba en colaboración con el proyecto Web Standards Project y la comunidad web. Fue lanzada oficialmente el 13 de abril de 2005, y en aquella época, todos los navegadores web fallaron espectacularmente.
El 23 de abril de 2005, Acid2 fue actualizado para arreglar un defecto que hacía que la boca apareciera demasiado cerca de la nariz. Después de varias quejas, se actualizó la prueba otra vez en enero de 2006 para quitar una prueba de comentarios de estilo SGML no populares que nunca habrían de implementarse extensamente. En dichos navegadores que no implementaban comentarios de estilo SGML, la prueba original mostraba la palabra «ERROR» en la parte abajo de la cara.
En marzo de 2008, Ian Hickson lanzó Acid3 como una continuación de Acid2. Mientras Acid2 prueba principalmente CSS, Acid3 se enfoca más en JavaScript y otras tecnologías «Web 2.0».

## La respuesta de Microsoft
En julio de 2005, Chris Wilson, Arquitecto de Plataforma de Internet Explorer, dijo que superar Acid2 no era una prioridad de Internet Explorer 7, describiendo Acid2 como una lista de ruegos en lugar de una prueba verdadera de conformidad con estándares. En diciembre de 2007, Microsoft anunció que todos los cambios requeridos para superar Acid2 serían hechos disponibles, pero que los cambios no estarían activados por defecto, significando que IE8 no superaría la prueba realmente. La preocupación era que cambiar a un nuevo funcionamiento causaría demasiados problemas en páginas web que esperan el funcionamiento anterior y no conformante de Internet Explorer. Después, en marzo de 2008 Microsoft lanzó Internet Explorer 8 beta 1 y activaron los cambios por defecto después de todo. James Pratt, Gerente de Producto de IE8, explicó que se hizo esta decisión para que «los desarrolladores puedan gastar más tiempo construyendo características y cosas atractivas, y menos tiempo sólo tratando de ajustar sus sitios para navegadores diferentes.»
Desafortunadamente, otro asunto de conformidad con estándares causó que IE8 fallara si no se servían todos los elementos de la prueba en el mismo servidor. En agosto de 2008, Microsoft lanzó IE8, que resolvió el asunto. De aquella beta, sin embargo, el modo de estándares no está activado por defecto para páginas cargadas en la «Zona de Intranet». Esta zona se activa para las páginas cargadas por rutas UNC, direcciones sin puntos (como http://misitio/), y sitios que circunvienen los ajustes de proxy. Tal como, IE8 no pasa Acid2 si está cargada en estos casos.

## Visión general de los estándares probados
Acid2 prueba una variedad de estándares web publicados del World Wide Web Consortium y el Internet Engineering Task Force. Con la excepción de CSS 2.1, se codificaron todos los estándares probados antes del año 2000. CSS 2.1 todavía era un candidato para recomendación en la época del desarrollo de Acid2, y todavía es un candidato para recomendación a marzo de 2009.

## Aplicaciones compatibles
Cuando se publicó esta prueba ningún navegador podía mostrar correctamente el dibujo, pero actualmente ya son nueve los que lo hacen:
- Safari. Versión 2.02 y 3.1, disponible con Mac OS X 10.4.3 y para Windows XP. Fue el primer navegador que superó dicho test, octubre de 2005.
- Prince. Versión 5.1, diciembre de 2005.
- Shiira. Navegador para el sistema operativo Mac OS, marzo de 2006.
- Konqueror. Disponible con KDE 3.5, marzo de 2006.
- Opera. Versión 9.0, junio de 2006.
- iCab. Navegador para Macintosh, agosto de 2006.
- Mozilla Firefox. Versión 3.0, junio de 2008.
- Windows Internet Explorer. Versión 8.0, marzo de 2009.

## Aplicaciones no compatibles

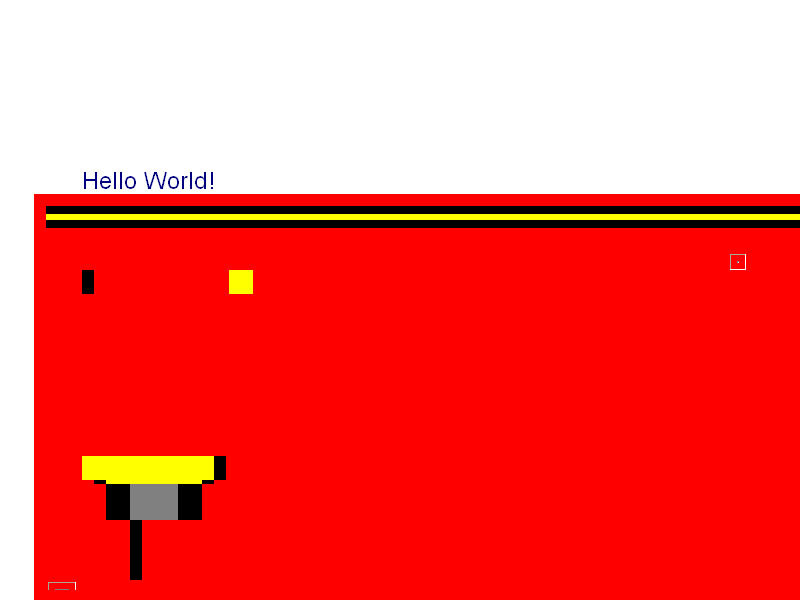
Internet Explorer 6.0
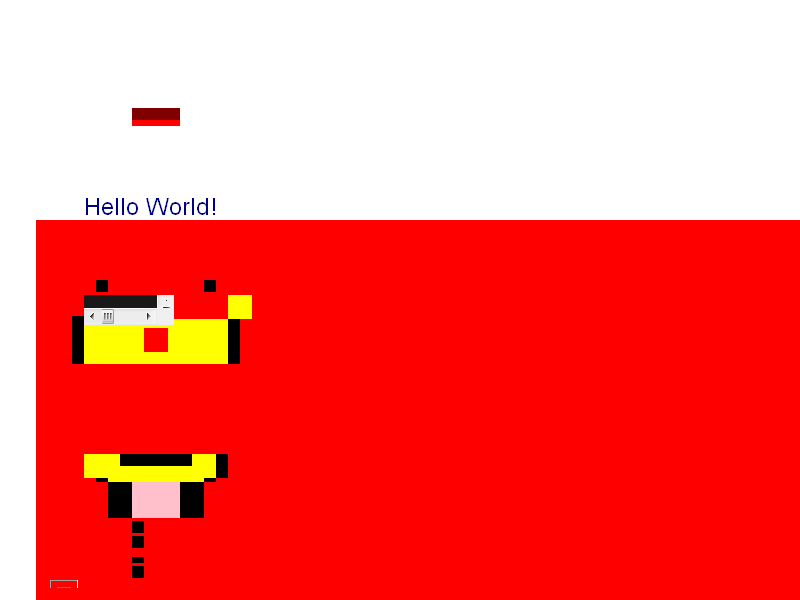
Internet Explorer 7.0
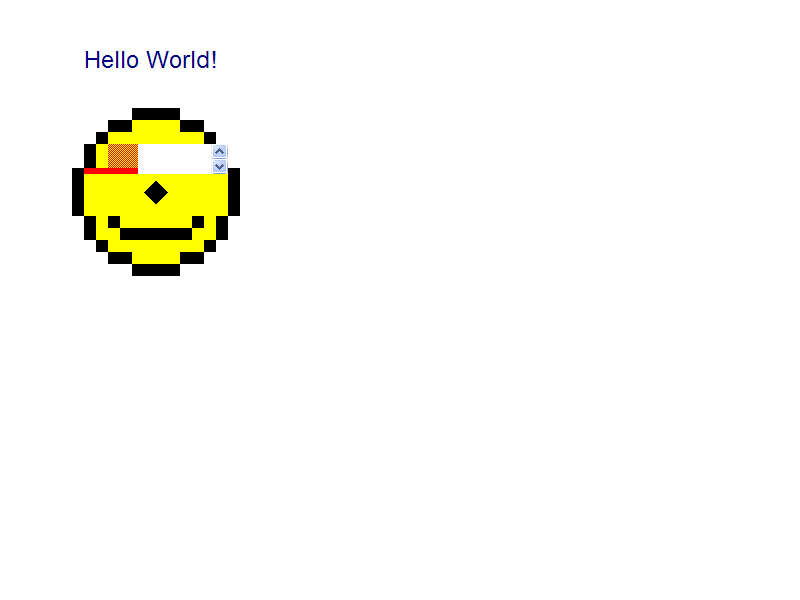
Internet Explorer 8 Beta 1 usando una copia de la prueba Acid2 que no está hospedada en webstandards.org
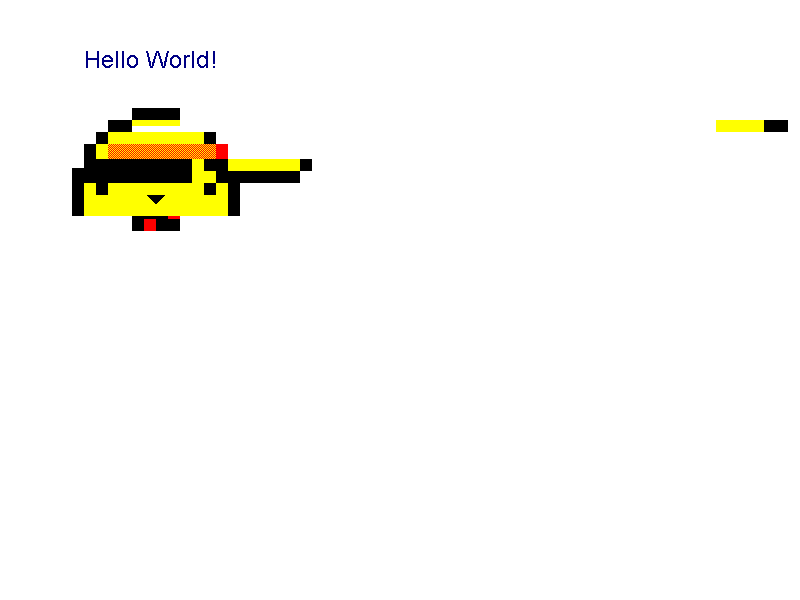
Netscape Navigator 7.2.
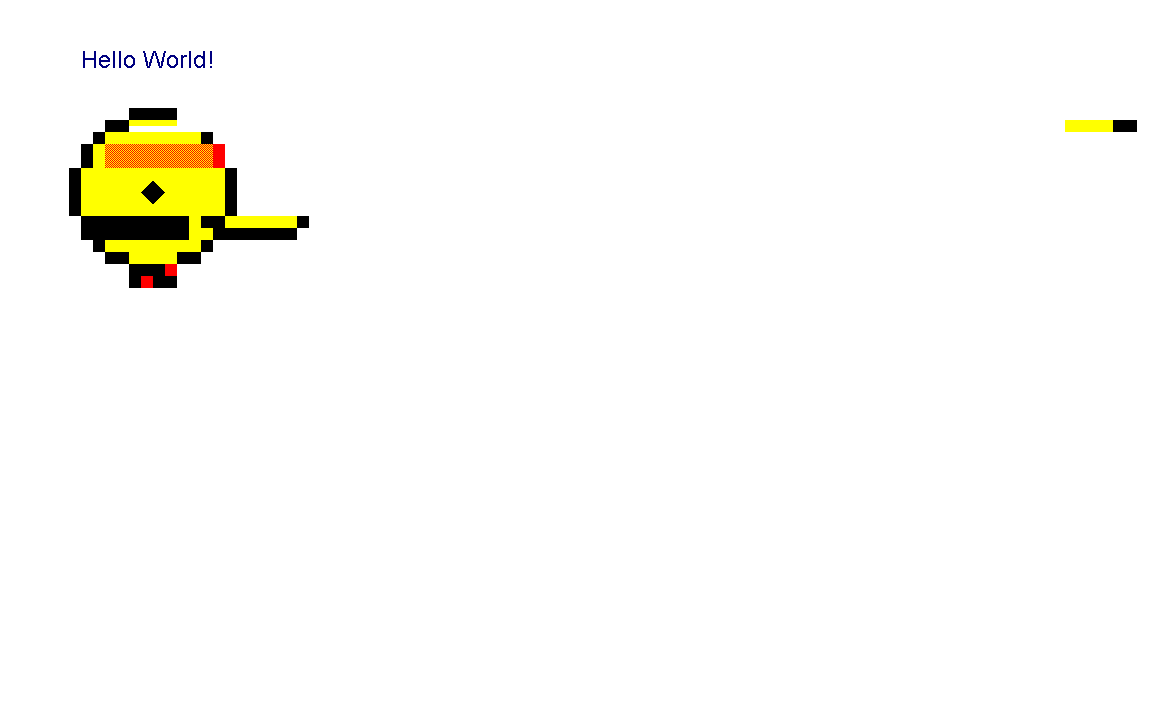
Firefox 1.5 y 2.0.
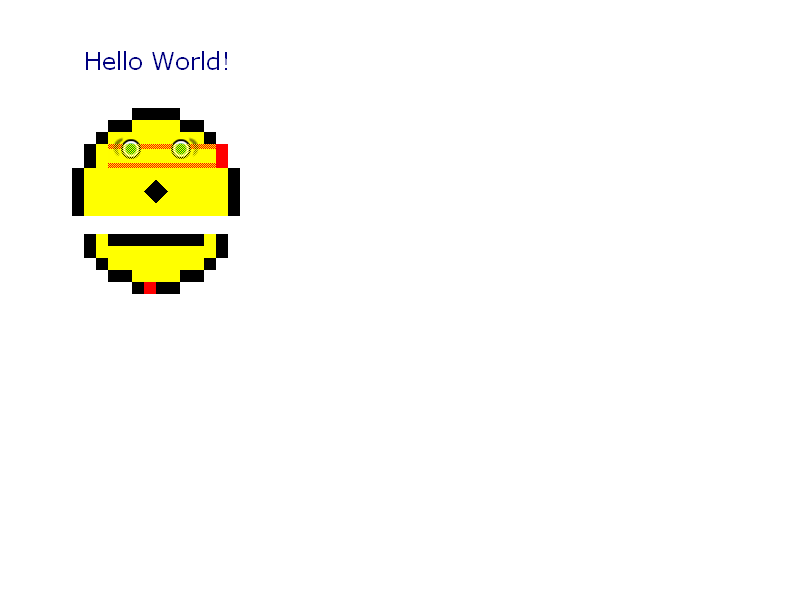
Opera 8.54
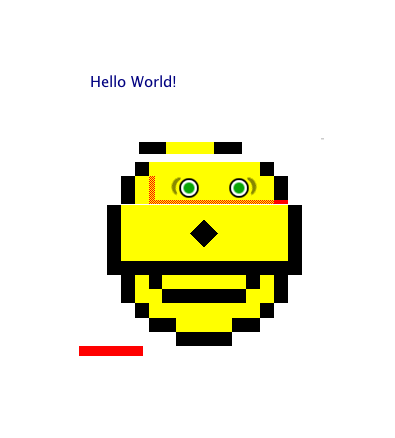
Opera Mini 4

Aunque Opera Mini está basado en el mismo motor de renderizado que Opera para computadores personales, éste no pasa la prueba Acid2. Esto se debe a que Opera Mini intencionalmente reformatea las páginas web para hacerlas más apropiadas para visualización en dispositivos con pantallas pequeñas.
Hasta junio de 2008, aproximadamente el 91% de los navegadores web en uso no pasan la prueba Acid2.